# Papierwespen
De papierwespen (Vespinae) zijn een groep van vliesvleugeligen uit de familie van de wespen (Vespidae). Het zijn gemiddeld grote soorten, vaak zwart-geel gekleurd. Sommige soorten kunnen vrij agressief zijn en snel steken.

## Papiernest
De meeste papierwespen zijn sociale wespen. De groep dankt haar naam aan de nesten, die van houtvezels worden gemaakt. Doordat de wespen de vezels fijnkauwen en in dunne laagjes aanbrengen lijkt het nest van papier te zijn gemaakt.

## Voedsel

### Plantaardig
Deze wespen leven van nectar, honingdauw van luizen, stuifmeel, plantensap, vruchtvlees en sap van rijpe vruchten (zoals peren en pruimen), maar ook van vloeibare zoete voedings- en genotmiddelen bestemd voor menselijke consumptie zoals limonade en stroop. Stuifmeel wordt meestal niet verzameld. Sommige wespensoorten beschadigen planten om bij het sap te kunnen komen.

### Dierlijk voedsel
De eiwitten die de wespen nodig hebben voor de instandhouding van hun eigen lichaam, maar vooral voor de voeding van de larven, worden verkregen door het vangen en consumeren van andere geleedpotigen. Dit zijn vooral allerlei vliegensoorten. Daarnaast worden ook volwassen hooiwagens, cicaden en hun larven, evenals onbehaarde of weinig behaarde rupsen, larven van bladwespen, zaagwespen, honingbijen en spinnen gegeten. Ook vers vlees van kadavers wordt gegeten, wanneer de huid al stuk is. Wespen zijn namelijk niet in staat de huid stuk te bijten. Vlees uit prullenbakken en zelfs honden- en kattenvoer wordt naar het nest gebracht. De larven scheiden na het voeren een druppel zoete substantie af, als voedsel voor de werksters.
Papierwespen zijn belangrijke insectenbestrijders. Zo nam Schmitt in 1921 waar dat 300–400 werksters van de Duitse wesp in 6 uur 2500 vliegen van verschillende soorten, samen met 650 tipuliden (langpootmuggen) en Culiciden (steekmuggen), in hun nest brachten. In een ander geval werden in 104 van de Duitse wespen afgenomen prooien 81 kamervliegen, 5 vleesvliegen, 1 kleine kamervlieg, 1 stalvlieg en 16 andere insectensoorten geteld.

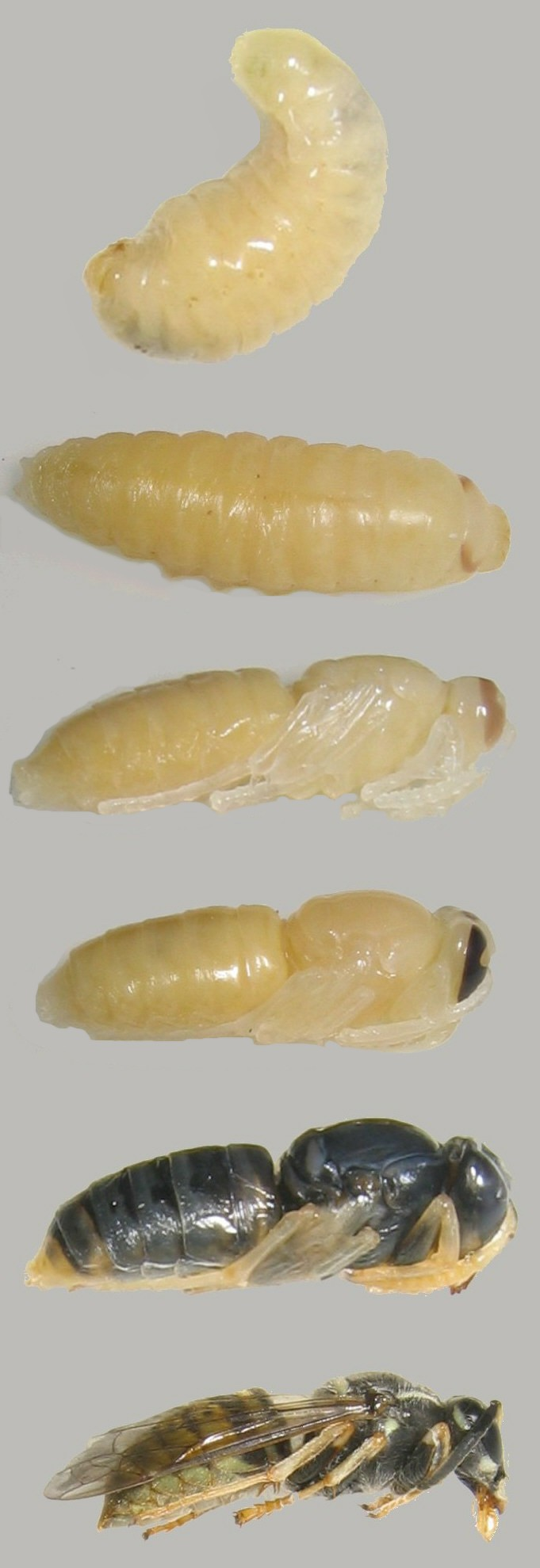
Verschillende ontwikkelingsstadia

## Sociale wespen

### Levenscyclus
Sociale wespen bestaan uit een volk met een koningin en een aantal werksters. Een volk leeft maar één jaar en sterft aan het begin van de winter zodra het gaat vriezen. Aan het eind van de zomer, in augustus of september, worden er uit enkele tientallen bevruchte eitjes koninginnen en uit onbevruchte eitjes mannetjes geboren. De koninginnenlarven krijgen speciaal hormoonrijk voedsel waardoor uit gewoon bevruchte eitjes koninginnen ontstaan. Dit hormoon wordt door speciale klieren in de kop van de werksters gemaakt. De mannetjes zijn 15 mm lang en hebben langere antennes dan de werksters. Ze sterven vrijwel direct na de paring. Na paring met meerdere mannetjes overwinteren de jonge koninginnen in scheuren, vermolmd hout, onder de schors van een boom, onder mos of op andere beschutte plaatsen, zoals in schuren, muurholten, spouwmuren of onder een dak. De koningin kan in haar winterslaap probleemloos bevriezen en ontwaakt pas als zij boven een bepaalde temperatuur komt, die pas in het voorjaar wordt bereikt. In het voorjaar bouwt de jonge koningin een nieuw nest. De tamelijk grote wespen (20 mm) die in het vroege voorjaar te zien zijn, zijn dus altijd de jonge koninginnen. Deze koninginnen voeden zich in het begin met nectar, en stuifmeel en indien aanwezig ook honingdauw.
De koningin bouwt de eerst vijf tot tien cellen zelf en legt daar een bevrucht eitje in. Het sperma, van meerdere mannetjes, dat nodig is voor de bevruchting draagt de jonge koningin vanaf de paring mee in een spermatheca. Daarnaast heeft de koningin ook een gifklier en gifblaas verbonden aan haar angel. De koningin kan dus zowel eieren leggen als steken.
Na 7–10 dagen komt de pootloze larve uit het eitje. De jonge larven worden gevoed met dierlijke prooien, die door de koningin (later de werksters) fijngekauwd worden en tot balletjes worden gemaakt. De larve groeit 1–2 weken en verpopt zich dan. Vóór het verpoppen spint de larve een papierachtig deksel over de opening van de cel. In deze fase hopen de uitwerpselen zich op in het achterste gedeelte van de darm, die leeggemaakt wordt in de oude larvehuid wanneer de larve verandert in een zachte witte pop. Na 1–2 weken komt uit de pop de volwassen wesp. Ongeveer een maand na de bouw van het nest komen de eerste werksters, die voedsel gaan zoeken en het nest verder uitbouwen. De werksters zijn 10–15 mm lang. De koningin verlaat nu het nest niet meer en legt alleen nog maar eitjes.

### Nest

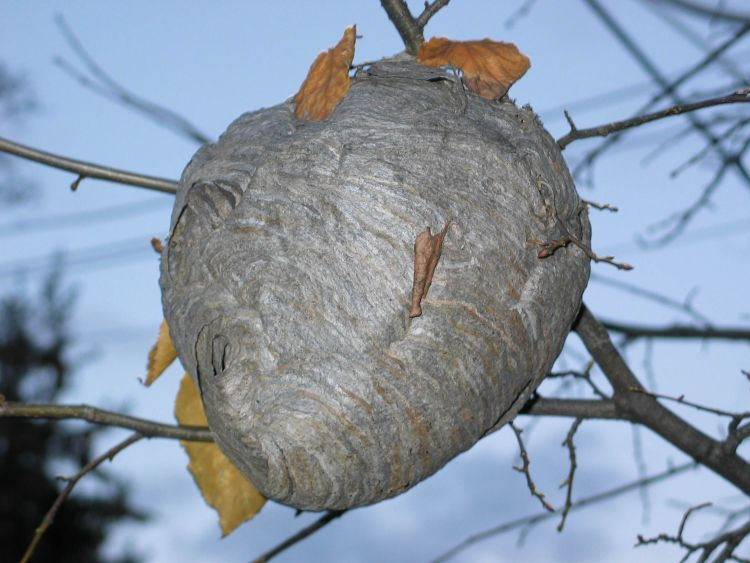
Wespennest van de middelste wesp

De nesten worden gebouwd in verlaten muizennesten, in de grond, in schuren, muurholten, spouwmuren of onder een dak. Een afgebouwd nest heeft gemiddeld een doorsnede van 20–35 cm en een wanddikte van 2 cm, maar er komen ook grotere nesten voor. Vaak zijn er meerdere nestingangen. De nesten worden gemaakt van plantenvezels of droog hout. Dikwijls ziet men wespen aan droog hout knagen. Door de plantenvezels of het hout fijn te kauwen ontstaat er een papierachtige stof. De raten worden gemaakt van deze grijze of bruingele stof. De zeshoekige raten zijn altijd omgeven door één of meer ballonvormige omhulsels, uit hetzelfde materiaal. In de cellen van de raat legt de koningin een van haar eieren. De Duitse wesp gebruikt alleen droog, verweerd hout, waardoor het nest er grijzig uitziet. Ongeverfde vogelhuisjes of schuttingen in de tuin zijn ook geschikt. De nesten van de gewone wesp en de hoornaar zien er roodbruin uit. Vanaf augustus-september begint het nest te vervallen en worden de werksters lastig voor de mens.
De zweefvliegen van het geslacht Volucella dringt wespennesten binnen en leggen hun eieren in het nest. De wespen verzetten zich niet tegen deze zweefvlieginvasie, omdat de stekelige larven een zeer nuttige rol als opruimers hebben. De larven leven in de mesthoop onder het nest, waar dode wespen zich ophopen. Ook maken ze de verlaten en vuile cellen van de wespen schoon, waardoor de cellen opnieuw gebruikt kunnen worden.
De rupsen van het vlindertje Aphomia sociella leven ook als opruimers in wespennesten. Later in het jaar, als het nest achteruit gaat, eten de rupsen echter ook de larven en poppen van de wespen op.
Toen René-Antoine Ferchault de Réaumur, bekend van zijn thermometerschaal, de papierwespen aan het werk zag, kwam hij op het idee papier voor de mensen eveneens van hout te maken. Voordien gebeurde dit enkel uit lompen.
Hierdoor ontstond een nieuw soort papier, veel goedkoper, maar met beperktere levensduur.

## Indeling
Vespinae. Tot de in Europa voorkomende wespen van deze onderfamilie van de papierwespen behoren onder andere:
- Europese hoornaar (Vespa crabro)
- gewone wesp (Vespula vulgaris)
- Duitse wesp (Vespula germanica)
- middelste wesp (Dolichovespula media)
- rode wesp (Vespula rufa)
- boswesp (Dolichovespula silvestris)
- Saksische wesp (Dolichovespula saxonica)
- Noorse wesp (Dolichovespula norwegica).

Vooral de Duitse wesp en de gewone wesp zorgen voor het slechte imago dat wespen hebben. Deze twee soorten, ook wel steekwespen of limonadewespen genoemd, komen op zoetigheid af, waardoor mensen ze lastig vinden. Ze hebben de grootste volken. De Duitse wesp heeft 1000-7000 en soms meer werksters per volk; de gewone wesp 1000-5000 maar soms ook meer. Bij 7000 werksters heeft het nest de omvang van een opgeblazen vuilniszak. De hoornaar heeft 100-700 werksters per volk en de andere hierboven genoemde wespen hebben 100-200 werksters.
Als het gaat om agressiviteit verschilt het gedrag per soort:
- De Saksische wesp steekt bijna nooit en is weinig agressief zelfs dicht bij het nest.
- De middelste wesp is alleen dicht bij het nest agressief.
- De hoornaar is alleen agressief binnen een straal van 5 m van het nest, maar valt dan ook alles aan wat beweegt.

Polistinae. Tot de in Europa voorkomende wespen van deze onderfamilie van de papierwespen behoren onder andere:
- De Franse veldwesp (Polistes dominula)

## Bouw

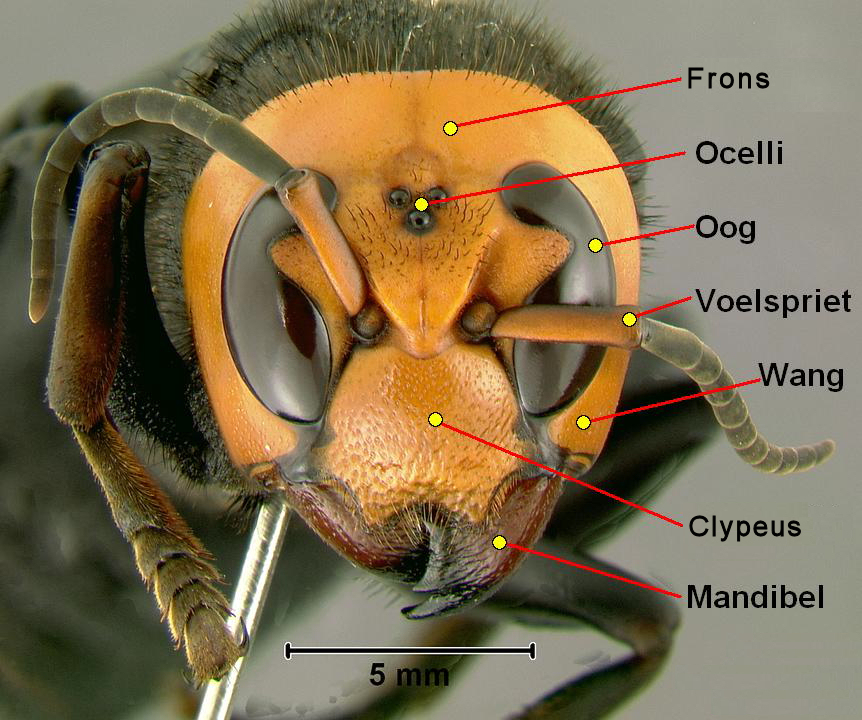
Onderdelen van de kop van de Japanse reuzenhoornaar.

Er zijn drie geslachten papierwespen:
- langkopwespen (Dolichovespula)
- kortkopwespen (Vespula)
- veldwespen (Polistes).

Papierwespen hebben bijna dezelfde bouw als bijen, maar zijn meestal iets smaller of kleiner. Wespen hebben ook twee paar vliezige vleugels. Op de zijkant van de wespenkop zitten twee grote langwerpige facetogen met aan de bovenzijde van de kop een drietal bijogen (ocelli). Zij hebben ook twee stevige zijwaarts bewegende kaken (mandibels) met daaronder monddelen, waarmee ze kunnen likken en zuigen. Wat bij de papierwesp (limonadewesp of steekwesp) vooral opvalt is het uiterlijk met de karakteristieke helgele en zwarte (waarschuwende kleuren) dwarstekening op het achterlijf. De werksters zijn 10–15 mm lang; de koninginnen ongeveer 20 mm. Een opvallend kenmerk is het propodeum of wespentaille: de sterk ingesnoerde overgang van het borststuk naar het achterlijf. Bij de vrouwelijke wespen zijn de vrouwelijke geslachtsorganen aangepast en de ovipositor omgevormd tot een angel. Alleen vrouwelijke wespen (werksters en koninginnen) kunnen dus steken en mannetjes niet.

## Wespensteken

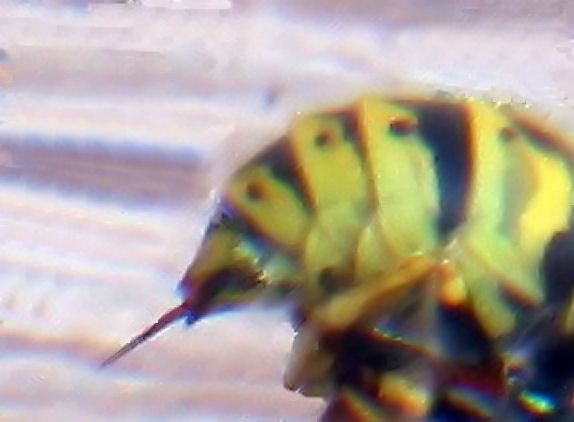
Uitgestoken angel van de gewone wesp

Alléén vrouwtjeswespen kunnen steken. Met wespen moet daarom enigszins voorzichtig omgegaan worden, dit in tegenstelling tot hommels. Hommels proberen te vluchten, tenzij men ze dreigt te pletten. Daarentegen kunnen wespen, vooral als hun nest wordt verstoord, agressief worden, waarbij ze de verstoorder achtervolgen om deze liefst meerdere keren te steken. Wespen hebben geen weerhaken aan de angel en kunnen telkens opnieuw steken. Een steek van een plooivleugelwesp is een aantal uren tot zelfs een paar dagen flink pijnlijk, en gaat vaak gepaard met een fikse zwelling ter plaatse, soms ook van een hele arm. Dit zijn directe toxische effecten; van echte allergische reacties is pas sprake als er ook niet-lokale symptomen zijn als misselijkheid, flauw worden, of jeukbulten of uitslag over het hele lijf. Zie ook insectensteek.
Bij een echte allergie voor wespensteken kan gebruikgemaakt worden van een zogenaamde adrenaline auto-injector (zoals Jext of EpiPen). Met deze pen kan adrenaline als subcutane (onder de huid) of intramusculaire injectie toegediend worden. Adrenaline voorkomt een allergische reactie niet, maar zorgt ervoor dat de gevolgen van de allergische reactie beperkt blijven. Verstrekking van een dergelijke pen dient alleen te gebeuren bij een aangetoond gegeneraliseerde allergische reactie. Gebruik zonder noodzaak is niet geheel zonder gevaar, vooral bij mensen met hartproblemen.
Wespen zijn in het algemeen nuttige dieren, daarom dient men zich af te vragen of bestrijding wel noodzakelijk is. Het dichtstoppen van de uitvliegopening(en) van een nest heeft geen zin, omdat de wespen net zo lang zullen zoeken of knagen tot ze een andere uitgang hebben gevonden of gemaakt. Soms werkt het zelfs averechts, omdat de wespen op deze manier in grote aantallen ook binnen een gebouw terecht kunnen komen.
Wespen kunnen worden bestreden door de uitvliegopening van een nest te bestuiven met een poedervormig chemisch bestrijdingsmiddel. Dit middel wordt dan aan het lijf en de poten van de wespen het nest binnengebracht. Hierdoor sterven de larven en komt het volk in de problemen. Wanneer de koningin sterft is het gedaan met het volk.
Indien het nest niet gelokaliseerd kan worden, kan eenvoudig een wespenval gemaakt worden door een petfles door te snijden, de bovenste helft er omgekeerd in te zetten en de fles aantrekkelijk te maken door bijvoorbeeld jam aan de ingang en bier of limonade binnenin. Wespen kunnen ook grotendeels op afstand gehouden worden door kruidnagel te gebruiken. Ze hebben een hekel aan de geur van deze specerij. Kruidnagelolie kan buiten in een waxinehoudertje verhit worden. Ook zet men wel een aantal kruidnagels in een bakje met water of brandt men wierook met kruidnagelgeur.

## Foto's

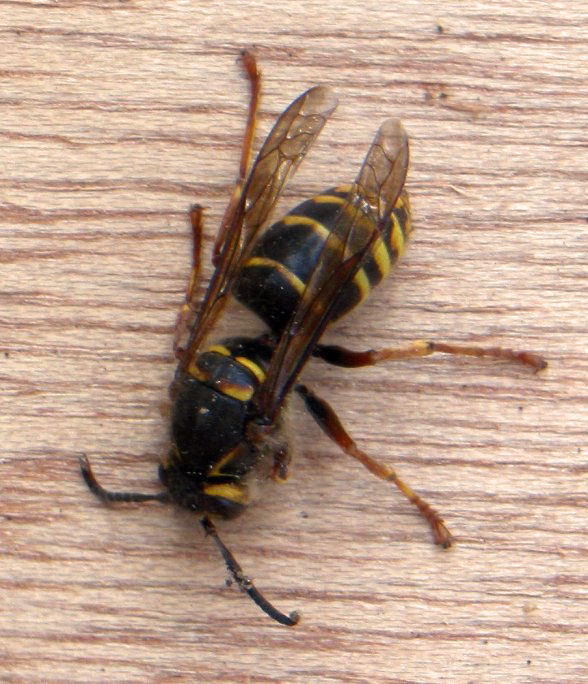
Middelste wesp
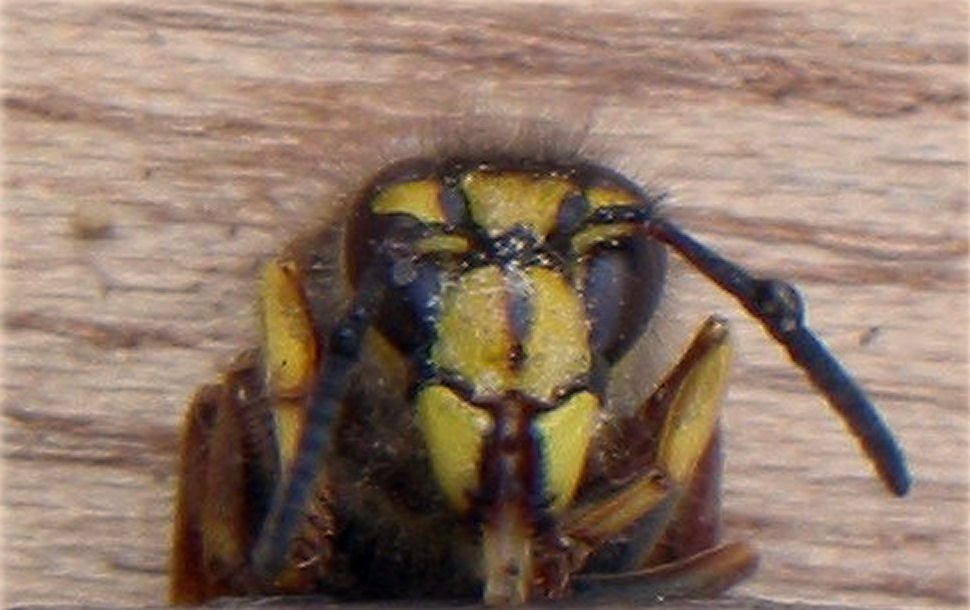
Middelste wesp
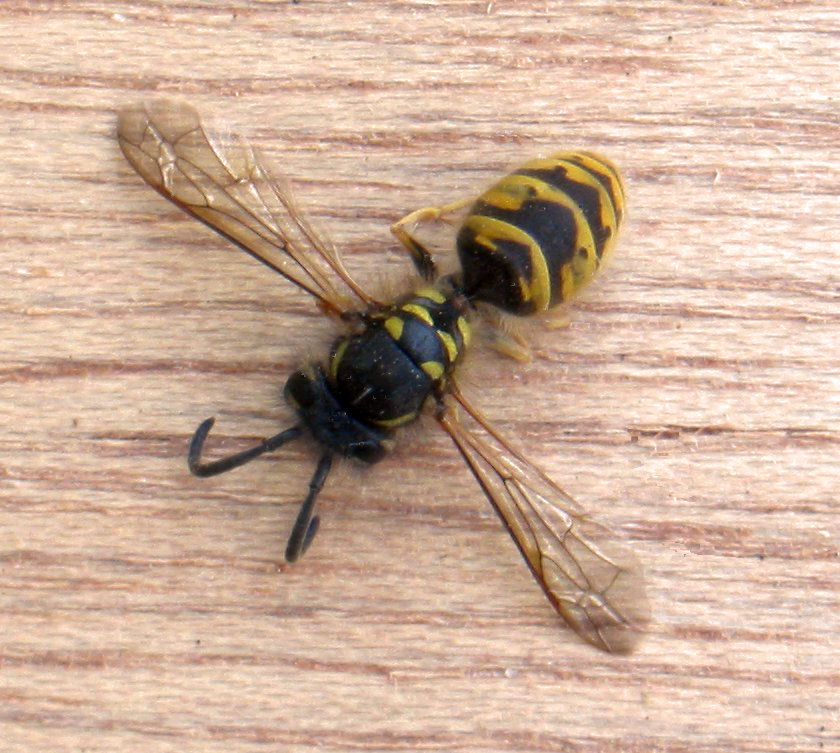
Gewone wesp
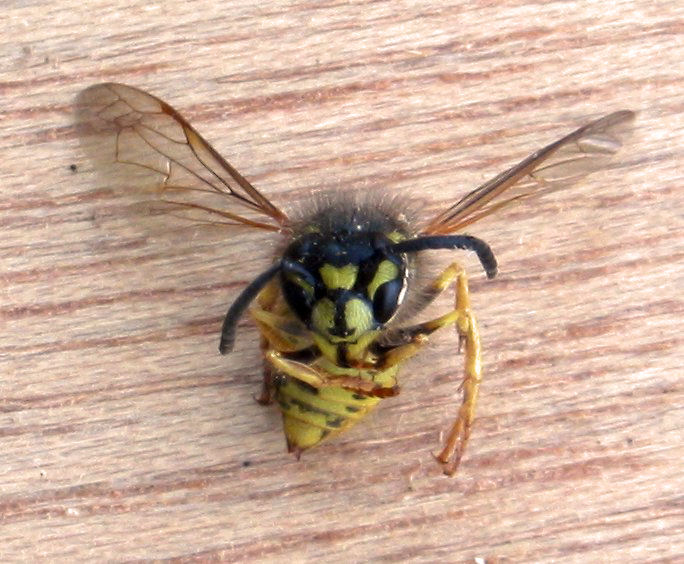
Gewone wesp
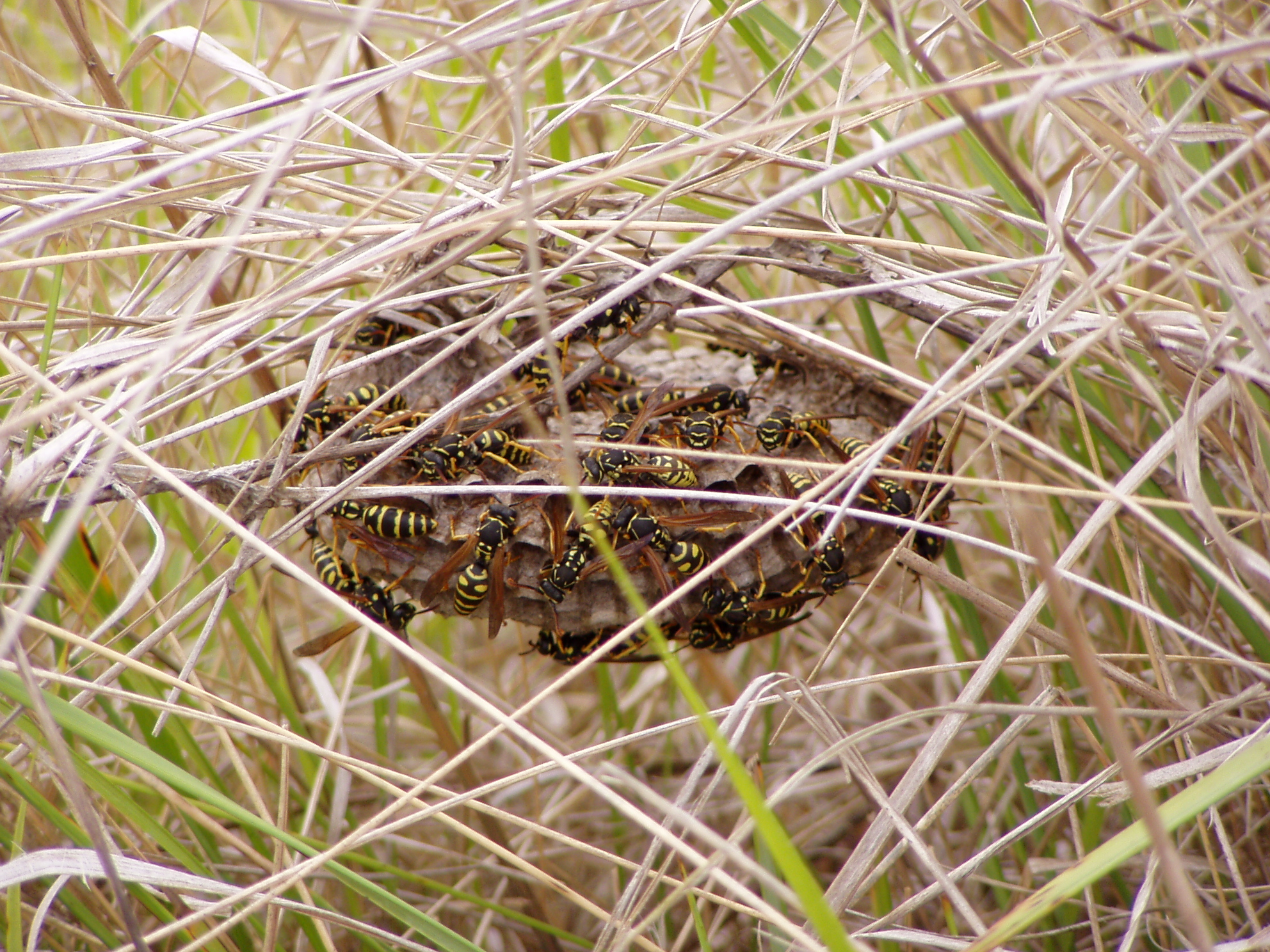
Nest van Franse veldwesp
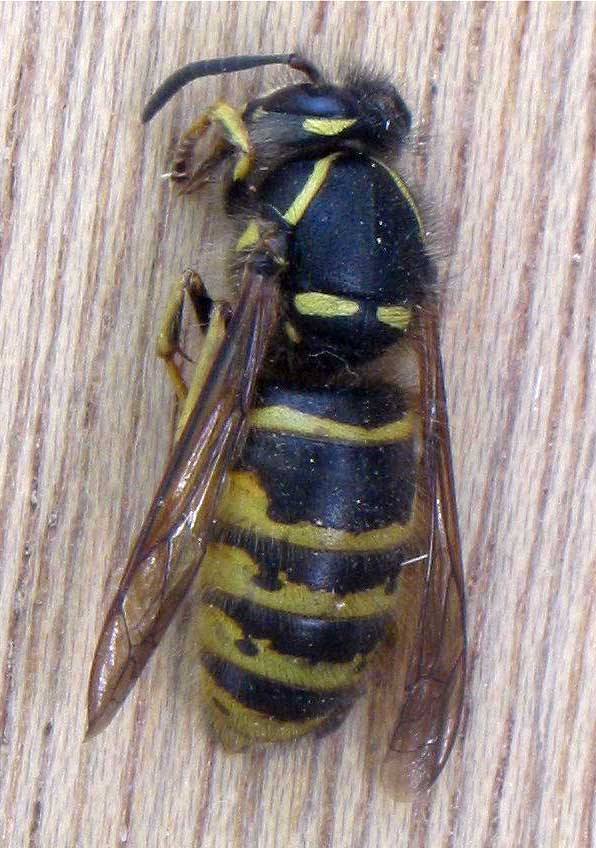
Saksische wesp
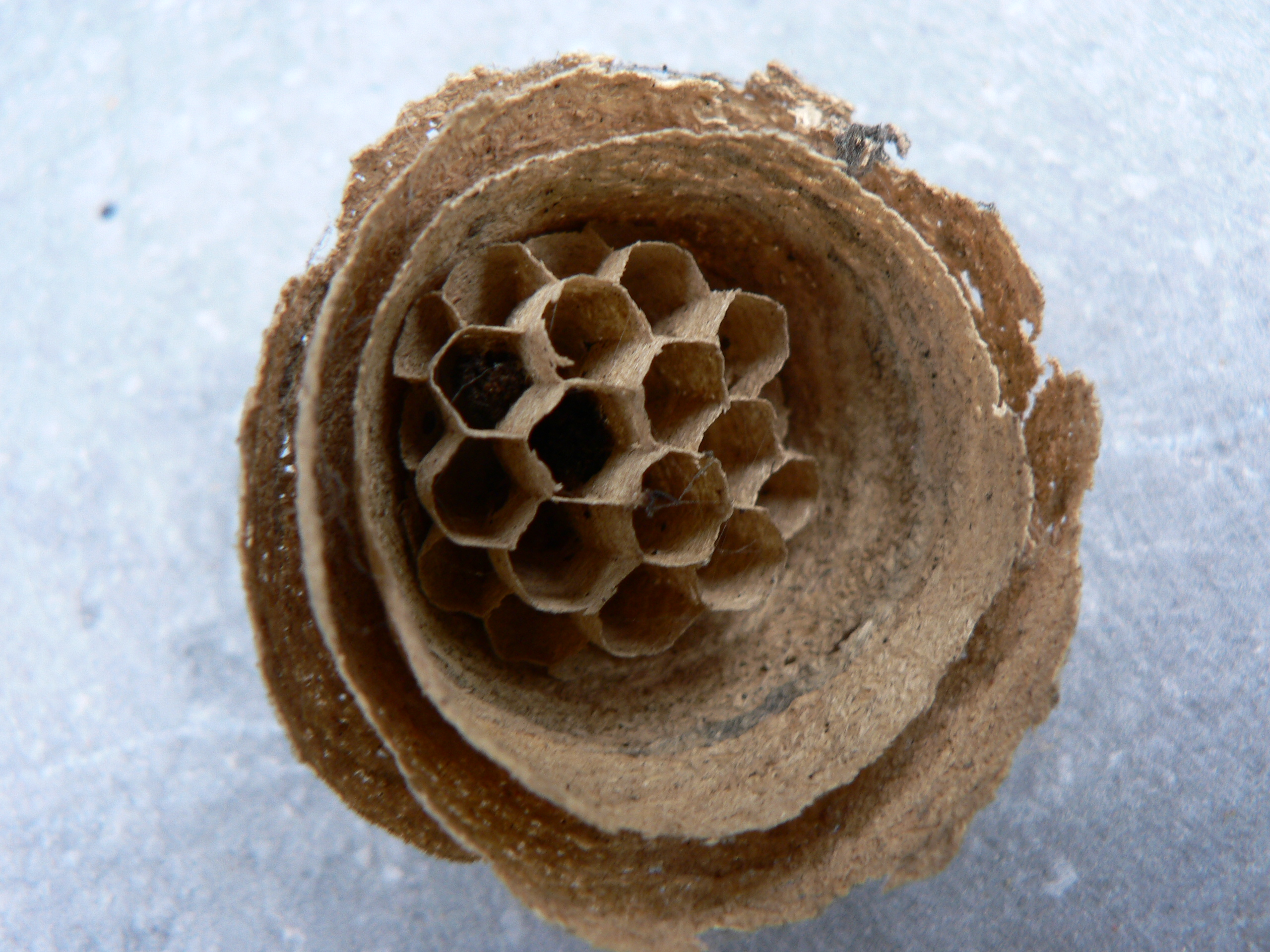
Onderaanzicht verlaten wespennestje